# Vitali Teleš
Vitali Teleš (* 17. října 1983, Tallinn) je estonský fotbalový brankář momentálně působící v estonském klubu JK Nõmme Kalju.

## Klubová kariéra
Mimo estonské kluby TJK, FC TVMK Tallinn a JK Nõmme Kalju působil ještě ve finském celku FF Jaro. Po zániku estonského klubu FC TVMK Tallinn v roce 2008 se vrátil jako amatér do TJK. Když přišla nabídka z finského klubu FF Jaro, Teleš ji přijal a vrátil se do profesionálního fotbalu. Debutoval 31. května 2009 ve vítězném zápase 5:1 proti JJK Jyväskylä.
23. ledna 2012 bylo oznámeno, že podepsal jednoroční kontrakt s JK Nõmme Kalju. S týmem v sezóně 2012 získal titul v nejvyšší ligové soutěži. Díky tomu se klub kvalifikoval do Ligy mistrů a přes druhé předkolo Ligy mistrů UEFA 2013/14 (postup přes finský celek HJK Helsinki) se probil do třetího předkola, kde narazil na českého mistra FC Viktoria Plzeň. V prvním utkání 30. července 2013 Teleš inkasoval od hráčů Plzně čtyři góly, tým Nõmme Kalju podlehl na svém hřišti soupeři 0:4.